# Licorne (économie)
Pour les articles homonymes, voir Licorne (homonymie).
En économie, une  licorne (de l’anglais : unicorn) est une startup valorisée à plus d'un milliard de dollars, non cotée en bourse et non filiale d'un grand groupe. L’appellation « licorne » a été inventée par Aileen Lee (en) en 2013.

## Histoire
Aileen Lee est une spécialiste américaine du capital-risque qui réalise en 2013 une étude, démontrant que moins de 0,1 % des entreprises dans lesquelles investissaient les fonds de capital-risque atteignaient des valorisations supérieures à 1 milliard de dollars. 
Afin de réserver la meilleure publicité à son analyse, elle cherche un terme vendeur pour qualifier ces investissements rares. Elle trouve alors le mot « licorne » parfait, car il renvoie à quelque chose de rare, relié au rêve et à l'heroic fantasy, une culture compatible avec celle des geeks. Depuis, le terme est repris pour qualifier ces startups qui atteignent une valorisation d'au moins un milliard de dollars, et qui basent leur modèle économique sur une croissance rapide financée par des fonds extérieurs avant de se focaliser sur leur rentabilité et leur revenus.
Les licornes, aux États-Unis, contribuent à faire gonfler une nouvelle bulle : « Ce n'est pas une bulle boursière, comme dans les années 2000, mais le fait d'investisseurs privés qui misent des sommes colossales sur ces entreprises, leur faisant atteindre des niveaux de valorisation sans commune mesure avec les profits qu'elles génèrent »,.

## Typologie
Les start ups recensées ici ont des caractéristiques communes :
- S'appuyer sur les nouvelles technologies ;
- Être valorisée à au moins 1 milliard $ ;
- Avoir une croissance rapide[évasif] ;
- Être jeune (moins de 10 ans) ;
- Ne pas être cotée en bourse.

Les domaines dans lesquels travaillent les start up sont très divers,. De nouveaux termes apparaissent au fil du temps pour les désigner. Dans tous les cas, les start ups sont innovantes, créent un nouveau marché.

## Classification
Les grosses licornes ont d'abord été appelées super licornes, avant de recevoir toute une déclinaison avec des mots se terminant eux aussi par -corne. Tous ces termes ont été inventés dans les années 2010. Vers 2020, on finit par créer ces nouveaux termes en -corne, pour catégoriser des licornes arrivant à un développement fulgurant encore non atteint jusque là. On parle là surtout de startups chinoises ou américaines.
| Nom                            | Valorisation            | Nombre                                                                                 |
| ------------------------------ | ----------------------- | -------------------------------------------------------------------------------------- |
| Licorne (terme apparu en 2013) | 1 à 10 milliards $      | plus de 600, majoritairement américaines et chinoises. En voici une liste non complète |
| Décacorne                      | 10 à 50 milliards $     | 28                                                                                     |
| Pentacorne                     | 50 à 100 milliards $    | 3 (Stripe, SpaceX, Didi Chuxing)                                                       |
| Hectocorne                     | 100 milliards $ et plus | 1 (ByteDance)                                                                          |
| Kilocorne                      |                         | aucune                                                                                 |

## Exemples de licornes
Par exemple, Dropbox, Xiaomi, Snapchat, SpaceX, Pinterest ou encore BlaBlaCar, sont des licornes.
En août 2015, le magazine Fortune listait près de 140 licornes.
Cette terminologie fait écho aux Géants du Web, tant américains et surnommés GAFAM (pour Google, Apple, Facebook, Amazon, Microsoft), que chinois et surnommés BATX (pour Baidu, Alibaba, Tencent et Xiaomi), et qui dominent le marché mondial du numérique, ou bien encore les NATU (Netflix, Airbnb, Tesla, Uber).

## Localisations
A plus de 600, la majorité des licornes est située aux États-Unis, puis en Chine, et enfin en Europe, avec notamment une concentration plus forte à Pékin que dans la Silicon Valley.
La France n'est pas considérée comme étant en retrait par rapport aux autres pays.

### Licornes françaises
Au 18 janvier 2022, la France compte 25 licornes.
Liste par ordre de capitalisations décroissantes,,, :
| Nom                  | Valorisation (milliards de dollars) | Dernière levée de fonds (millions de dollars) | Date de l'acquisition du statut de licorne | Domaine d'activité                                                     |
| -------------------- | ----------------------------------- | --------------------------------------------- | ------------------------------------------ | ---------------------------------------------------------------------- |
| Doctolib             | 6,1 (5,8 G€)                        | 475 (450 M€)                                  | 20/03/2019                                 | Prise de rendez-vous en ligne                                          |
| Back Market          | 5,8 (5,1 G€)                        | 550 (484 M€)                                  | 11/01/2022                                 | Marketplace de produits high-tech reconditionnés                       |
| Qonto                | 5,0 (4.4 G€)                        | 550 (484 M€)                                  | 11/01/2022                                 | Gestion financière PME                                                 |
| Sorare               | 4.3                                 | 680                                           | 21/09/2021                                 | Cartes virtuelles de joueurs                                           |
| Dataiku              | 3,7                                 | 400                                           | 04/12/2019,                                | Science des données                                                    |
| Mirakl               | 3,5                                 | 555                                           | 21/09/2021                                 | Places de marché en SAAS                                               |
| Veepee               | 3,0                                 | 0                                             | 20/07/2007                                 | Commerce en ligne, vente à distance                                    |
| Contentsquare        | 2,8                                 | 500                                           | 26/05/2021                                 | Analyse des comportements des internautes                              |
| ManoMano             | 2,6                                 | 355                                           | 06/07/2021                                 | Marketplace de produits de jardinage et bricolage                      |
| Algolia              | 2,25                                | 150                                           | 29/07/2021                                 | Développement d'API pour accélérer la recherche                        |
| PayFit               | 2,1                                 | 285                                           | 5/01/2022                                  | Logiciel de paie et de gestion de R.H.                                 |
| Exotec               | 2,0                                 | 335                                           | 01/2022                                    | Robots industriels à destination des entreprises de commerce en ligne. |
| Ankorstore           | 2,0 (1,75 G€)                       | 285 (250 M€)                                  | 10/01/2022                                 | Marketplace                                                            |
| Mistral AI           | 2,0                                 | 420 (385 M€)                                  | 10/12/2023                                 | I.A.                                                                   |
| BlaBlaCar            | 1,6                                 | 200                                           | 16/09/2015                                 | Covoiturage                                                            |
| Ledger               | 1,5                                 | 380                                           | 10/06/2021                                 | Conservation et gestion d'actifs numériques                            |
| Spendesk             | 1,5                                 | 114                                           | 18/01/2022                                 | Gestion des dépenses d'entreprise                                      |
| IAD                  | 1,4                                 | 360                                           | 19/02/2021                                 | Annonces immobilières                                                  |
| Alan                 | 1,4                                 | 185                                           | 19/04/2021                                 | Assurance santé simple                                                 |
| Voodoo               | 1,2                                 | N.C                                           | 17/08/2020                                 | Éditeur de jeux vidéo mobiles                                          |
| Kyriba               | 1,2                                 | 160                                           | 27/03/2019                                 | Logiciel gestion trésorerie Cloud                                      |
| Ecovadis             | 1,2                                 | 240                                           | 09/01/2020                                 | Audit de responsabilité RSE                                            |
| DentalMonitoring     | 1,2                                 | 150                                           | 21/10/2021                                 | Suivi des traitements dentaires et orthodontiques à distance avec IA   |
| Meero                | 1,1                                 | 230                                           | 19/06/2019                                 | Mise en relation photographes et entreprises                           |
| Ivalua               | 1,0                                 | 70                                            | 21/05/2019                                 | Logiciel de gestion des achats en SAAS                                 |
| Vestiaire Collective | 1,0                                 | 214                                           | 03/03/2021                                 | Dépôt-vente dans le domaine du luxe et de la mode                      |
| Shift Technology     | 1,0                                 | 220                                           | 06/05/2021                                 | Détection de fraude en assurance                                       |
| Aircall              | 1,0                                 | 120                                           | 23/06/2021                                 | Téléphonie cloud pour les entreprises                                  |
| Ÿnsect               | 1,0                                 | 372                                           | 2020                                       | Compléments alimentaires à base d'insectes                             |
| Swile                | 1,0                                 | 200                                           | 11/10/2021                                 | Dématérialisation de titres de paiement                                |
| Lydia                | ≥1,0                                | 103                                           | 8/12/2021                                  | Paiement entre particuliers                                            |
| Owkin                | 1,0                                 | 180                                           | 3/12/2021                                  | Algorithmes prédictifs concernant le cancer                            |
| Younited             | 1,1                                 | 60                                            | 8/12/2022                                  | Crédit à la consommation                                               |
| Pennylane            | 1,0                                 | 44 (40 M€)                                    | février 2024                               | Comptabilité                                                           |
| Pigment              | 1,0                                 | 145 (130 M€)                                  | avril 2024                                 | Planification stratégique                                              |

#### Création de startups par des salariés de licornes
Des salariés de licornes créent eux-mêmes des startups. Ils y arrivent mieux que les autres salariés en raison de leurs connaissances du milieu. Ce phénomène est connu sous le nom de Mafia des licornes. Ainsi, selon une étude publiée en 2023, « 25 licornes tricolores ont créé 142 start-up »,. Par exemple, 31 startups ont été créées par des employés de Criteo, 24 par ceux de BlaBlaCar, 12 par ceux de Doctolib.